# Éclipse solaire du 3 mai 1715
L'éclipse solaire du 3 mai 1715 est une éclipse solaire totale.

## Éclipse prédite
Elle est connue sous le nom d'éclipse de Halley, d'après Edmond Halley (1656-1742) qui prédit cette éclipse avec une précision de 4 minutes. Halley a observé l'éclipse depuis Londres, où la totalité y dura 3 minutes et 33 secondes. Il a également dessiné une carte prédictive montrant le chemin de la totalité à travers le Royaume de Grande-Bretagne. La carte originale était décalée d'environ 20 miles (environ 32 kilomètres) de la trajectoire observée de l'éclipse, principalement en raison de son utilisation d'éphémérides lunaires inexactes. Après l'éclipse, il a corrigé la trajectoire de l'éclipse et a ajouté la trajectoire et la description de l'éclipse solaire totale de 1724.
S'appuyant sur les tables lunaires réalisées par le premier astronome royal John Flamsteed, William Whiston a produit une carte prédictive des éclipses plus technique à la même époque que Halley. Les cartes de Halley et de Whiston ont été publiées par John Senex en mars 1715,.

## Observations
La totalité a été observée dans le Royaume de Grande-Bretagne, depuis les Cornouailles au sud-ouest jusqu'au Lincolnshire et au Norfolk à l'est. On l'a également observé en Irlande, où de grandes foules se sont rassemblées à Dublin pour l'observer : le temps à Dublin était exceptionnellement froid et humide, et l'éminent juge Joseph Deane a attrapé un rhume mortel à cause de cela, bien qu'Elrington Ball affirme plus prosaïquement que sa mort était probablement due à la goutte.

Cette animation montre la trajectoire de l'éclipse au-dessus du Royaume de Grande-Bretagne et de l'Europe du Nord.
La zone ombrée large représente la pénombre (partialité) et la zone ombrée sombre plus petite représente l'ombre (totalité).